# إنديا هيكس
إنديا هيكس (بالإنجليزية: India Hicks)‏ عارضة أزياء بريطانية سابقة، كانت إحدى إشبينات الليدي ديانا سبنسر في حفل زواجها من الأمير تشارلز .

## يوم الزفاف الملكي
تروي إنديا تلك التجربة من وراء الوشاح فتقول: كثيرا ما يسألونني عن أول مرة التقيت فيها ديانا، كيف كان شكلها ؟ هل بدت صغيرة السن؟ وكيف كان شعوري يومذاك؟ والحقيقة الرهيبة هي أني لا أستطيع أن اتذكر كل شيء، وجل ما أتذكره هو اللحظة التي طلب مني فيها أن أكون إشبينة، كنت في إجازة في جزر باهامز، عندما تلقيت اتصالاً هاتفياً من صاحب السمو الملكي، أمير ويلز، عرابي، تهيبت الموقف كثيرا، كان علي ارتداء فستان، وكنت بعد في الثالثة عشرة من العمر. 

## روابط خارجية
- إنديا هيكس على موقع IMDb (الإنجليزية)
- إنديا هيكس على موقع دليل عارضات الأزياء (الإنجليزية)